# Jan Duursema
Jan Duursema é uma desenhista de histórias em quadrinhos americanas, conhecida por seu trabalho ao lado do escritor John Ostrander. A partir de 2006 começaria a trabalhar ao lado de Ostrander na série Star Wars: Legacy, publicada pela Dark Horse Comics. A série, situada num período mais de 100 anos à frente da trilogia original, apresentava um novo Jedi, descendente do personagem Luke Skywalker, chamado Cade, e durou 50 edições. Em 2011, após a conclusão da série, ilustrou e atuou também como co-roteirista na minissérie especial Star Wars: Legacy War, uma continuação do trabalho anterior. Com a conclusão do trabalho em Legacy, ela e Ostrander se dedicariam nos anos seguintes à uma nova série, Star Wars: Dawn of the Jedi, cujas tramas se passavam num momento cronológico bastante distinto de Legacy: mais de 25 mil anos antes da trilogia original, durante a formação da Ordem dos Jedi
Duursema foi aluna da The Kubert School, onde conheceu o então também aluno Tom Mandrake. A cerimônia de casamento dos dois ocorreu dentro da própria escola, e ambos se tornaram desenhistas profissionais durante a década de 1980, colaborando tanto em conjunto quanto separadamente em diferentes revistas escritas por Ostrander. Outro trabalho significativo na década de 1980 foi o de artista da revista em quadrinhos inspirada no jogo Advanced Dungeons and Dragons.
Seu trabalho com os personagens de Star Wars se tornou tão conhecido que ela acabou inspirando a criação de uma personagem, a Jedi "Ur-Sema Du" - que de inicialmente apenas uma homenagem do artista Joe Corroney, veio a se tornar inclusive parte do cânone então estabelecido no "Universo Expandido" da franquia.